# Calitatea vieții (Star Trek: Generația următoare)
„Calitatea vieții” (titlu original: „The Quality of Life”) este al 9-lea episod din al șaselea sezon al serialului TV american științifico-fantastic Star Trek: Generația următoare și al 135-lea episod în total. A avut premiera la 16 noiembrie 1992.
Episodul a fost regizat de Jonathan Frakes după un scenariu de Naren Shankar bazat pe o poveste de L. J. Scott.

## Prezentare
Data observă că niște „unelte” automate de pe o stație minieră dau semne de conștiență. Acesta luptă pentru protejarea lor, chiar cu riscul de a pune în pericol viața căpitanului Jean-Luc Picard, invocând motivul că este inacceptabil să ucizi o ființă conștientă pentru a o salva pe alta. 

## Actori ocazionali
- Ellen Bry - Farallon
- J. Downing - Kelso